# Horoțeve, Verhovîna
Horoțeve (în ucraineană Хороцеве) este localitatea de reședință a comunei Horoțeve din raionul Verhovîna, regiunea Ivano-Frankivsk, Ucraina.

## Demografie
Componența lingvistică a localității Horoțeve
     Ucraineană (99,58%)
     Alte limbi (0,42%)
Conform recensământului din 2001, majoritatea populației localității Horoțeve era vorbitoare de ucraineană (99,58%), existând în minoritate și vorbitori de alte limbi.